# Oľga Malecká
Oľga Malecká (2. dubna 1934 – 27. dubna 2017) byla slovenská a československá politička Komunistické strany Slovenska a poúnorová poslankyně Národního shromáždění ČSSR a Sněmovny lidu Federálního shromáždění.

## Biografie
Ve volbách roku 1964 byla zvolena za KSS do Národního shromáždění ČSSR za Východoslovenský kraj. V Národním shromáždění zasedala až do konce volebního období parlamentu v roce 1968.
K roku 1964 se profesně uváděla jako vedoucí laboratoře Východoslovenských konzerváren v Sabinově. Byla zvolena za obvod Sabinov. Město Sabinov bylo i jejím bydlištěm.
Po federalizaci Československa usedla roku 1969 do Sněmovny lidu Federálního shromáždění (volební obvod Sabinov), kde setrvala do konce volebního období, tedy do voleb v roce 1971.